# 이현 (탁구 선수)
이현(李炫, 1992년 1월 17일 ~ )은 미래에셋대우 토네이도 소속의 대한민국 여자 탁구 선수이다.